# Il cabaret di Roberto Benigni
Il Cabaret di Roberto Benigni è il primo disco di Roberto Benigni, un 33 giri del 1972.

## Tracce
1. Vogliamo un mondo più migliore – 2:56
2. Zappa, zappa contadino – 4:11
3. È morto mio padre – 2:17
4. I due bambini – 3:03
5. Sono finito in manicomio – 2:26
6. La processione – 3:25
7. Che cagne le donne – 3:24
8. La puttana – 3:14
9. Il deputato – 1:52
10. Playboy – 2:15
11. Lo statale – 3:01